# Corts de Tortosa (1495)

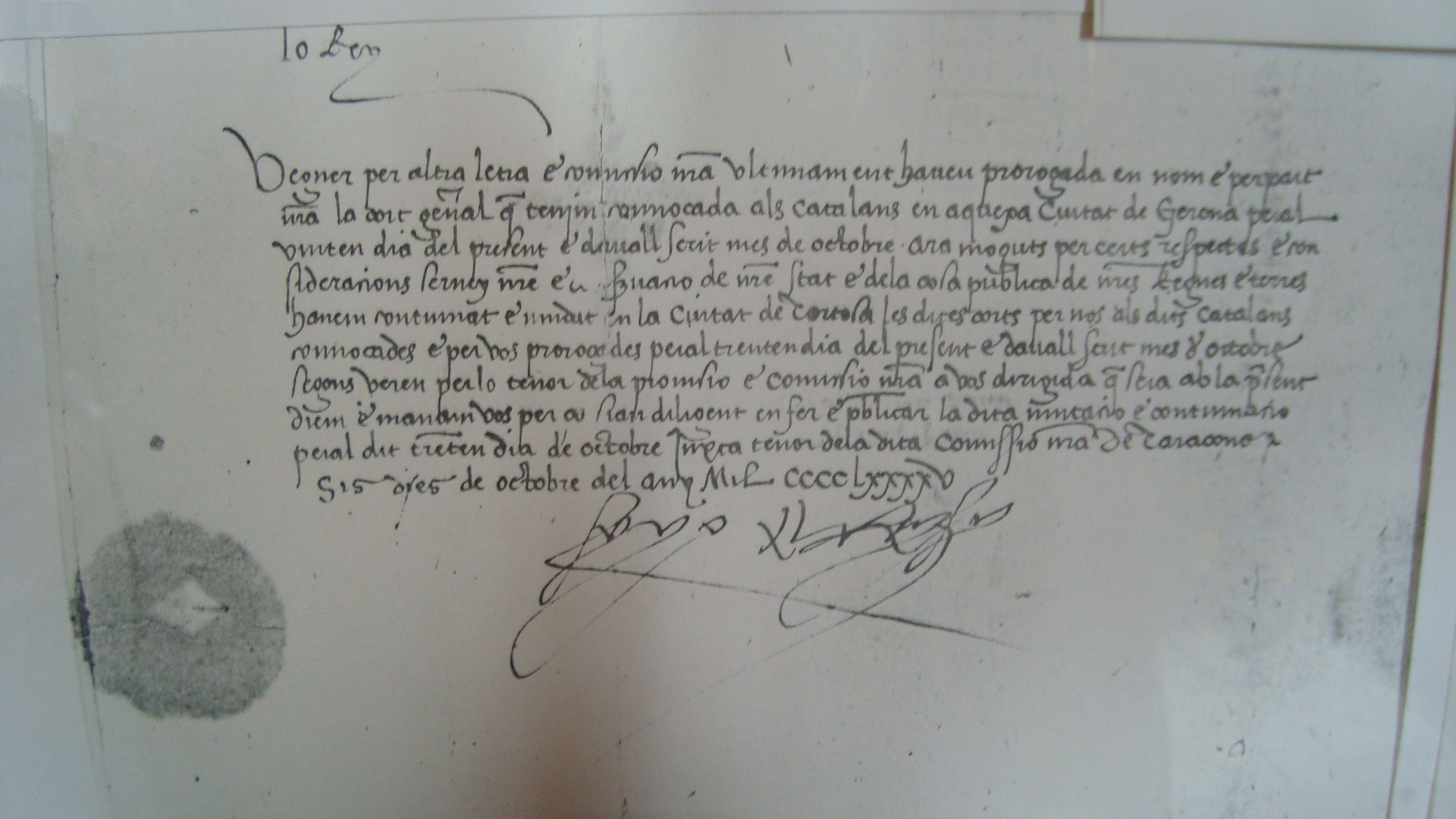
Carta de Ferran el Catòlic convocant Corts a Tortosa

Les Corts Catalanes varen ser convocades pel rei Ferran el Catòlic, primer foren convocades a Girona però per certes disputes foren prorrogades i convocades al 30 d'octubre de 1495 a Tortosa.
Ciutats i viles reials convocades a Corts Generals de 1495:
Barcelona, Lleida, Tortosa, Girona, Perpinyà, Vic, Vilafranca del Penedès, Cervera, Manresa, Besalú, Prats de Rei, Olot, Torroella de Montgrí, Figueres, Talarn, Cabra, Berga, l'Arboç, Santpedor, Puigcerdà, Cotlliure i Vilafranca de Conflent.
Les Corts de Tortosa de 1495 obtingueren el compromís del rei Ferran de no expulsar els "moriscos" de Catalunya, compromís reeditat el 1503 per les Corts de Barcelona.